# Port de Balès
Der Port de Balès ist ein 1755 Meter hoher Gebirgspass in den französischen Pyrenäen. Er liegt auf der Grenze der Départements Hautes-Pyrénées und Haute-Garonne in der Region Okzitanien. Die Passstraße verbindet Mauléon-Barousse im Barousse–Tal mit Bagnères-de-Luchon an der Mündung der Neste d’Oô in die Pique.
Von Norden führt ein 18,9 Kilometer langer Anstieg mit einer durchschnittlichen Steigung von 6,3 % auf einer kleinen Straße auf den Pass. Die Strecke von Süden hat bei einer mittleren Steigung von 5,7 % eine Länge von 19,7 Kilometern. Der durchgehende asphaltierte Ausbau des Port de Balès wurde erst im Sommer 2006 abgeschlossen, zuvor war die Südrampe nur geschottert. 

## Radsport

### Tour de France
Am 23. Juli 2007 wurde auf der 15. Etappe der Port de Balès zum ersten Mal bei der Tour de France befahren. Der erste Fahrer auf dem Gipfel war der Luxemburger Kim Kirchen. In den Folgejahren war der Pass mehrfach Bestandteil der Tourstrecke. Er ist als Berg der Hors Catégorie eingestuft.

#### Sieger der Bergwertung
| Jahr | Etappe | Sieger             |
| ---- | ------ | ------------------ |
| 2020 | 08.    | Nans Peters        |
| 2017 | 12.    | Steve Cummings     |
| 2014 | 16.    | José Serpa         |
| 2012 | 17.    | Alejandro Valverde |
| 2010 | 15.    | Thomas Voeckler    |
| 2007 | 15.    | Kim Kirchen        |

### Vuelta a España
Im Jahr 2013 überquerte die Vuelta a España auf der 15. Etappe den Port de Balès. Erster auf der Passhöhe war André Cardoso.